# Portanus tridens
Portanus tridens är en insektsart som beskrevs av Delong 1980. Portanus tridens ingår i släktet Portanus och familjen dvärgstritar. Inga underarter finns listade i Catalogue of Life.